# Gare de Saint-Julien-le-Faucon
Pour les articles homonymes, voir Gare de Saint-Julien.
La gare de Saint-Julien-le-Faucon est une gare ferroviaire, fermée, de la ligne de Sainte-Gauburge à Mesnil-Mauger, située sur la commune déléguée de Saint-Julien-le-Faucon, au sein de la commune nouvelle de Mézidon Vallée d'Auge, dans le département du Calvados en région Normandie.

## Situation ferroviaire
Établie à 40 mètres d'altitude, la gare de Saint-Julien-le-Faucon était située au point kilométrique (PK) 56,712 de la ligne de Sainte-Gauburge à Mesnil-Mauger, entre la halte du Mesnil-Durand et la gare du Mesnil-Mauger.
Elle disposait de deux voies.

## Histoire
Le 16 décembre 1875, la ligne de Sainte-Gauburge à Mesnil-Mauger est déclarée d'utilité publique, et une loi du 14 juin 1878 permit au ministère des Travaux publics de commencer les travaux de construction. Le 30 décembre 1881, la gare de Saint-Julien-le-Faucon est inaugurée lors de l'ouverture de la section entre Ticheville-Le Sap et le Mesnil-Mauger. Le 5 mai 1938, la gare est fermée au service voyageurs, et le 30 septembre 1990, elle est fermée au service marchandises. La ligne de chemin de fer est devenue une voie verte, appelée la Coulée verte, reliant Vimoutiers au Mesnil-Mauger.

## Patrimoine ferroviaire

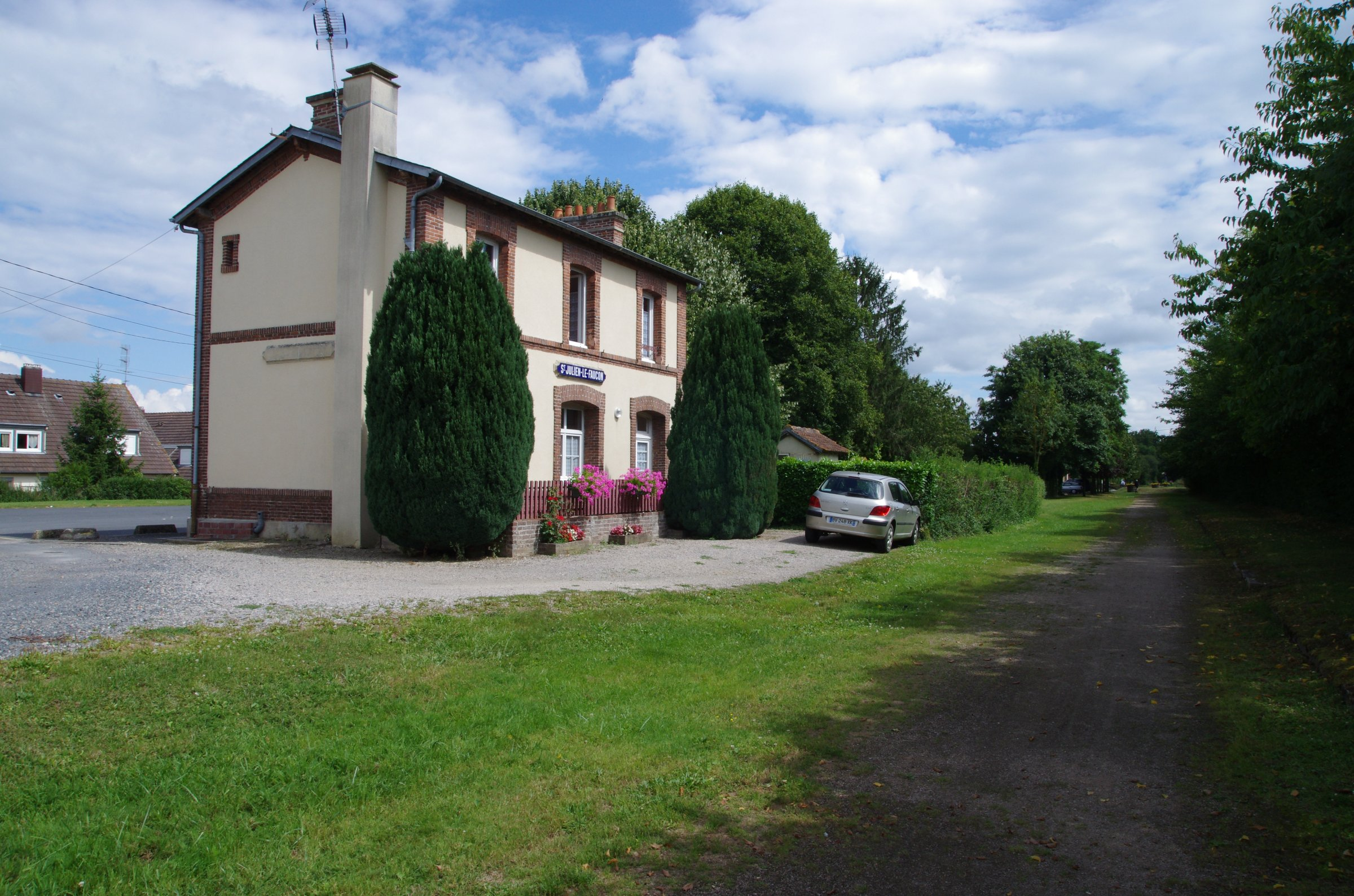
Le bâtiment voyageur aujourd'hui.

Le bâtiment voyageurs d'origine est toujours présent, réaffecté il accueille les services de l'ADMR (Aide à domicile) de Saint-Julien-le-Faucon ainsi que des sanitaires publics donnant sur la Coulée verte, le tout installé en 2020.